# Giovanni Chieffi
Giovanni Chieffi (Napoli, 19 luglio 1927 – Napoli, 6 marzo 2019) è stato un medico e biologo italiano.

## Biografia
Laureatosi in medicina e chirurgia all'Università di Napoli nel 1950, è stato assistente ordinario all'Istituto di Genetica della stessa università (allora diretto da Giuseppe Montalenti) fino al 1961, svolgendo al contempo attività di ricerca all'estero, in particolare negli Stati Uniti presso la Wayne State University di Detroit (1954-55) e la State University dell'Iowa (1955-56).
Dal 1961 al 1963 ha insegnato, come professore straordinario, istologia ed embriologia alla Facoltà di Medicina e Chirurgia dell'Università Cattolica del Sacro Cuore di Roma, quindi, vinto il concorso per l'ordinariato, è professore di zoologia all'Università di Camerino fino al 1968, quando passa alla Facoltà di Scienze dell'Università di Napoli dove insegna anatomia comparata e zoologia; nel 1979, è titolare della cattedra di biologia della Facoltà di Medicina e Chirurgia dell'ateneo partenopeo,  concludendo la sua carriera accademica, come professore ordinario e poi emerito, all'Università della Campania Luigi Vanvitelli.
È stato visiting professor all'Università di Utrecht nel 1977, all'Università di Copenhagen nel 1985 e all'Università del Texas, S. Antonio (USA) nel 1993.
È stato inoltre direttore di ricerca presso la Stazione zoologica Anton Dohrn di Napoli fin dagli anni '60, socio dell'Accademia Nazionale dei Lincei (Sezione di Biologia cellulare), dell'Accademia Pontaniana, della Società Nazionale di Scienze, Lettere e Arti di Napoli e della New York Academy of Science, direttore del Centro interuniversitario di ricerca bioetica, presidente della European Society for Comparative Endocrinology (1977-1981), della Società Italiana di Istochimica (1975-1981), dell’Associazione Italiana di Biologia e Genetica Generale e Molecolare (1991-1995) e dell'Unione zoologica italiana, nonché componente del Comitato Nazionale per la Bioetica dal 1990 al 1998.
I suoi studi e le sue ricerche hanno riguardato principalmente l'endocrinologia, l'embriologia, la riproduzione nei vertebrati, la fisiologia della ghiandola di Harder, i problemi di speciazione nei protozoi parassiti, l'analisi degli induttori embrionali del sesso nei vertebrati, la bioetica.